# Rectolejeunea
Rectolejeunea là một chi rêu trong họ Lejeuneaceae.